# Manuel Valadares
Manuel José Nogueira Valadares (Lisboa, 26 de fevereiro de 1904 — Paris, 31 de outubro de 1982) foi um físico português especializado em física atómica e nuclear, doutorado sob a orientação de Marie Curie. Desempenhou um papel relevante no arranque da investigação atómica e nuclear na Universidade de Lisboa antes de retornar à França, em 1947, após ser demitido da Universidade de Lisboa pelo governo do Estado Novo, juntamente com outros professores e investigadores considerados opositores ao regime. Foi também pioneiro em Portugal na utilização de raios X para estudo e restauro de obras de arte.

## Biografia
Manuel José Nogueira Valadares nasceu na capital portuguesa, Lisboa, a 26 de fevereiro de 1904. Em 1926 licenciou-se em Ciências Físico-Químicas na Faculdade de Ciências da Universidade de Lisboa, onde ficou como assistente a partir de 1927, dando aulas no Liceu Pedro Nunes como professor provisório.
A partir de 1929 foi contratado como assistente no Instituto Português de Oncologia, ligação que manteve até 1932, estudando a utilização da radioatividade na luta contra o cancro. Neste período obteve uma bolsa da então Junta de Educação Nacional, que lhe permitiu estagiar, de novembro de 1929 a julho de 1930, no Instituto do Rádio de Genebra (Institut du Radium de Genève), sob a direção de Eugène Wassmer. Aquela instituição, criada em 1914 como o Radium Institut Suisse S.A. (RIS), tinha ao tempo essencialmente fins comerciais, produzindo equipamentos e produtos médicos destinados à utilização de rádio em terapia anti-cancerígena. Embora reconhecendo que tinha aprendido muito com a estadia em Genebra, Valadares aponta no seu relatório que o Instituto estava mal equipado, sem equipamento para medir a intensidade da radiação, e com pouco espaço disponível, o qual não era suficiente para proteger o pessoal da radiação.
No termo do seu período de trabalho em Genebra, estagiou durante um mês no instituto de luta contra o cancro de Turim, antes de regressar a Portugal e às suas funções no Instituto Português de Oncologia e na Faculdade de Ciências.
Pouco depois partiu para Paris, novamente como bolseiro da Junta de Educação Nacional, onde de novembro de 1930 a finais de 1933 trabalhou nos laboratórios do Instituto Curie visando aperfeiçoar as suas capacidades como investigador e realizar o seu doutoramento. Neste período publicou diversos trabalhos no domínio da radioatividade, tendo obtido o doutoramento a 11 de dezembro de 1933 com a tese intitulada Contribution à la spectrographie par diffraction cristalline du rayonnement gamma, orientada por Marie Curie, trabalho que mereceu a menção très honorable de um júri constituído por Marie Curie, Jean Baptiste Perrin e André-Louis Debierne. Apesar de no seu primeiro encontro com Marie Curie se ter sentido muito intimidade, admitindo em correspondência que estava hesitando e me repetindo horrivelmente, estabeleceu uma excelente relação com a sua orientadora e com a equipa de investigadores do Instituto, um grupo que incluía, entre outros, Yvette Cauchois, Fernand Holweck e Salomon Rosenblum. Num artigo que publicou em 1947, cita Paul Langevin e Francis Perrin como grandes influências durante sua estada em Paris.
Após regressar a Portugal, ainda como bolseiro de investigação, procurou implementar no Laboratório de Física da Universidade de Lisboa a investigação experimental no domínio da espectrografia da radiação X e da física nuclear. Apesar de nos primeiros anos o seu trabalho ter sido limitado pela falta de equipamentos adequados devido à escassez de fundos, em 1936 iniciou várias pesquisas no campo da espectrografia de raios X e radioatividade, cujos resultados só apresentou alguns anos depois. Nesta fase da sua carreira demonstra grande empenho na criação de um sistema de apoio à investigação científica em Portugal, afirmando a urgência de «criar entre nós a investigação científica no domínio da Física», como sublinhou em carta a Ruy Luís Gomes, acrescentando que tal «nunca tinha existido (...), aparte alguns casos esporádicos e realizados mais com o objetivo de satisfazer imposições legais do que como consequência de um desejo, de uma criatividade cultural». Este mesmo empenho levou a que em 16 de novembro de 1936, tivesse participado na fundação do Núcleo de Matemática, Física e Química, agremiação que reuniu Bento de Jesus Caraça e diversos bolseiros do Instituto de Alta Cultura, instituição que resultara da reforma da Junta de Educação Nacional, que, tal como Valadares, se tinham especializado em diferentes países da Europa, entre os quais Arnaldo Peres de Carvalho, Herculano Amorim Ferreira e António da Silveira. O Núcleo apenas sobreviveu três anos, extinguindo-se a 6 de novembro de 1939, vítima das dificuldades encontradas e das divergências internas sobre qual deveria ser a atuação dos cientistas na afirmação da Ciência em Portugal.
Entretanto, com a estruturação do regime ditatorial do Estado Novo, foi publicado o Decreto-Lei n.º 25317, de 13 de maio de 1935, que manda aposentar, reformar ou demitir os funcionários ou empregados, civis ou militares, que tenham revelado ou revelem espírito de oposição aos princípios fundamentais da Constituïção Política ou não dêem garantia de cooperar na realização dos fins superiores do Estado. Em consequência desse decreto, em 1936 todos os funcionários, incluindo os bolseiros, foram obrigados a assinar uma declaração, sob compromisso de honra, de repúdio ao comunismo e de aceitação da ordem estabelecida pela Constituição de 1933, isto é o corporativismo salazarista. Manuel Valadares acedeu com relutância, assinando a declaração cerca de um mês depois de ter sido solicitado.
Durante a sua estadia em Paris Manuel Valadares frequentou o Institut Mainini (Laboratoire du Musée du Louvre, Institut Mainini), uma instituição pioneira na utilização de raios-X no estudo de obras de arte, com trabalho feito no Museu do Louvre que havia sido fundada a partir de 1931 no Museu do Louvre pelos médicos de origem argentina Carlos Mainini e Fernando Perez. Em consequência dessa experiência na utilização de raios X no estudo e restauro de obras de arte, em 1937 recebeu uma bolsa de investigação para trabalhar com João Couto no Museu das Janelas Verdes, em Lisboa, onde fundou um laboratório dedicado à investigação de obras de arte utilizando equipamento radiográfico, tendo orientado investigadores nesse domínio. Esse laboratório deu origem ao centro de restauro do Museu Nacional de Arte Antiga e permitiu produzir investigação cujos resultados publicou no Boletim dos Museus Nacionais de Arte Antiga (1939-1943). Essas publicações mostram a intervenção direta de Manuel Valadares na criação do laboratório de investigação científica do Museu das Janelas Verdes, tendo, com João Couto e Fernando Mardel, definido o programa das instalações da oficina e laboratório do novo Instituto para exame e restauro das obras de arte.
Em resultado da investigação realizada nesse período, recebeu o Prémio Artur Malheiros (Ciências Físico-Químicas) de 1939, da Academia de Ciências de Lisboa, em reconhecimento pelo seu trabalho no campo da espectrografia utilizando raios-X no estudo dos processos de decaimento radioativo e transmutação.
Já em plena Segunda Guerra Mundial, em 1940 Manuel Valadares foi novamente bolseiro, estagiando no Instituto Alessandro Volta (o Istituto "A. Volta"), em Pavia, Itália. A escolha daquela instituição deveu-se a ali estar em processo de montagem um acelerador de partículas. Naquele instituto também lhe foi permitido usar um microfotómetro Moll para estudar a intensidade das bandas espectrais do chumbo. De Pavia, Valadares transferiu-se para o Laboratorio di Fisica dell'Istituto Superiore di Sanità, em Roma, onde utilizou um espectrógrafo especialmente construído para estudar a difração da radiação em cristais. Essa permanência de 14 meses na Itália fascista, para além da experiência científica permitiu-lhe conhecer diretamente a realidade política europeia do tempo.
Em 1940 criou-se oficialmente o Centro de Estudos de Física, anexo ao Laboratório de Física da Faculdade de Ciências de Lisboa. Deste Centro foi nomeado diretor o Prof. Cyrillo Soares, que, embora não fosse um investigador, realizou uma obra notável pela orientação imprimida à investigação científica. No outono de 1941 Manuel Valadares regressou a Portugal, e juntou-se à equipa daquele Centro, onde desempenhou um papel importante no início da investigação em física atómica e nuclear. Ali orientou pesquisadores em física nuclear e espectrometria e com Aurélio Marques da Silva, Armando Gibert e alguns investigadores mais jovens, entre os quais Lídia Salgueiro, conseguiu que o Laboratório fosse sendo reconhecido internacionalmente. A partir do ano letivo de 1941/1942 foi-lhe atribuída a regência da cadeira de Física, Química e Naturais (conhecida por Física F. Q. N.), destinada a estudantes de Medicina, revelando-se um excelente docente.
Após um longo e complexo processo, só em 1942 obteve na Universidade de Lisboa a equivalência ao grau de doutor que obtivera em Paris em 1931. Messe mesmo ano foi-lhe oferecido emprego como professor na Universidade do Porto, que recusou pois pretendia concentrar-se na investigação científica e não na docência. Isto apesar das excecionais aptidões pedagógicas que demonstrava, facto que se destacou quando lhe foi atribuído o grau de doutor honorário da Universidade de Lisboa em 1981. Confirmando a sua aptidão para o ensino, continuou a preparar um manual destinado aos alunos de licenciatura sobre física atómica, obra que foi publicada em 1947.
Em 1943, com Cyrillo Soares (1883-1950), Aurélio Marques da Silva (1905-1965) e Manuel Telles Antunes (1905-1965), foi co-fundador da revista Portugaliae Physica, com a qual se pretendia divulgar o trabalho de investigação em Física realizado em Portugal e, ao mesmo tempo, divulgar cientistas estrangeiros e os seus trabalhos junto dos investigadores e estudantes portugueses. Contribuiria também em 1946, com Armando Gibert, para a fundação da revista Gazeta de Física, destinada a físicos e estudantes portugueses, publicando vários artigos. A primeira editora deste periódico foi Lídia Salgueiro, cuja tese de doutoramento orientou.
Com o final da Segunda Guerra Mundial nasceu a esperança que as democracias vencedoras imporiam a reforma do regime ditatorial português e Manuel Valadares participa ativamente na criação do Movimento de Unidade Democrática (o MUD), registando-se a sua presença na reunião realizada a 8 de outubro de 1945 no Centro Escolar Republicano Almirante Reis em que foi constituído aquele movimento. Goradas essas expectativas, Manuel Valadares e diversos outros membros do Centro de Física da Faculdade de Ciências acabam por ficar sob crescente vigilância da polícia política portuguesa, suspeitos de serem opositores ao regime do Estado Novo. Vai-se aproximando progressivamente do Partido Comunista Português, com o qual a partir de 1946 passa a colaborar ativamente e a que aderiu em 1947.
Aplicando o disposto no Decreto-Lei n.º 25317, de 13 de maio de 1935, foi publicada em 18 de junho de 1947 uma resolução do Conselho de Ministros que demite 11 oficiais das Forças Armadas e 21 professores e investigadores, que constituíam o escol da universidade portuguesa, entre os quais Manuel Valadares. No grupo estavam incluídos destacados professores universitários e investigadores das Universidades de Lisboa, do Porto e de Coimbra, que tinham manifestado oposição à ditadura do Estado Novo. O afastamento compulsivo de Manuel Valadares, Amélio Marques da Silva e Armando Gibert, e a falta de solidariedade de outros professores da Faculdade, levaram o Prof. Cyrillo Soares, numa corajosa tomada de posição, a solicitar imediatamente a sua aposentação como professor, bem como a sua demissão de diretor do Centro de Estudos de Física.
Em novembro desse ano regressou a Paris, como exilado, a convite de Irène Joliot-Curie, onde ocupou diversos cargos académicos. Iniciando a sua atividade como Chargé de Recherches do CNRS, passou em 1948 a Maître de Recherches e, a partir de 1957, a Directeur de Recherches. De 1959 a 1962, foi diretor do Laboratório do Íman Permanente, mais tarde Centro de Espectrometria Nuclear e de Espectrometria de Massa (Centre de Spéctrométrie Nucléaire et de Spéctrométrie de Masse). Foi diretor deste centro de investigação, sediado em Orsay, até 1968, altura em que a seu pedido abandonou o cargo. Em 1969 foi nomeado diretor honorário daquele centro. Ao longo deste percurso, dirigiu o trabalho de muitos investigadores e orientou muitos trabalhos de investigação de estudantes de doutoramento, tendo publicado, a mais das vezes em colaboração com colegas ou estudantes de doutoramento, mais de 70 artigos, relacionados, na sua maioria, com as suas pesquisas em Física Atómica e Nuclear.
Em 1966, a Académie des Sciences de Paris atribuiu-lhe o Prix La Caze, em reconhecimento pela sua investigação na espectrometria dos raios alfa que realizara em colaboração com Salomon Rosenblum.
Durante a sua passagem por França, continuou a colaborar com os que ficaram em Portugal, esperando que a sua obra em Lisboa não morresse. Investigadores do Centro de Estudos de Física às vezes iam a Paris para discutir com Manuel Valadares os trabalhos em curso e buscar as suas sugestões para continuar as suas pesquisas. Apesar disso, o cônsul português em Paris recusou a renovação dos passaportes portugueses de Valadares, sua esposa e filho em 1966, afirmando que se tratava de uma ordem de Lisboa. Informou que apenas renovaria os passaportes para viagens a Portugal. Consequentemente, Valadares solicitou a naturalização francesa, recebendo todo o apoio de seus empregadores. Também se manteve ligado às posições da esquerda europeia de pendor pró-soviético, tendo participado em novembro de 1950, em Varsóvia, no 2.º Congresso Mundial da Paz, onde foi decidida a criação de uma estrutura permanente, o Conselho Mundial da Paz, do qual foi membro.
Após a Revolução de 25 de Abril de 1974, o seu mérito foi reconhecido pelo Estado Português, sendo agraciado, em 1979, com o grau de oficial da Ordem Militar de Santiago da Espada, por serviços prestados ao país. Em 1978 foi eleito membro honorário da Sociedade Portuguesa de Física e em 1981 foi-lhe atribuído o grau de doutor Honoris Causa pela Universidade de Lisboa.
Manuel Valadares foi casado com a açoriana Maria de Lourdes Ramos Moniz da Costa, mais conhecida por Maria Ramos, que fora bolseira do Município de Angra do Heroísmo para frequentar o Curso das Belas Artes, no Porto, visto ter revelado um excecional temperamento de artista em vários trabalhos (caricaturas e pequenas figuras modeladas em barro) de uma grande perfeição e originalidade, que lhe granjearam públicos louvores. Concluiu mais tarde o curso de Ciências Biológicas na Faculdade de Ciências da Universidade de Lisboa, onde conheceu Valadares. Acompanhou o marido para Paris, onde também trabalhou no Instituto Curie. Manuel Valadares faleceu em Paris a 31 de outubro de 1982, com 78 anos de idade.

## Prémios e homenagens
- Em 1939 obteve o Prémio Artur Malheiros, da Academia de Ciências de Lisboa, pelo seu trabalho Análise, por espectrografia de Raios X, de transmutações naturais e provocadas.
- Em França, a Académie des Sciences atribuiu-lhe o Prix La Caze de 1966, em reconhecimento pela sua investigação na espectrometria dos raios alfa.
- Foi eleito membro honorário da Sociedade Portuguesa de Física, em 1978.
- O governo português conferiu-lhe, em 1979, o grau de oficial da Ordem de Sant'Iago da Espada, pelos serviços prestados ao país.
- Em 1981 foi-lhe atribuído o grau de Doutor Honoris Causa pela Universidade de Lisboa.
- Em 1991, o seu nome foi dado a uma rua de Lisboa, a Rua Prof. Manuel Valadares.[21]
- O seu nome é recordado com o «Anfiteatro Manuel Valadares», hoje incluído no Museu de Ciência, situado no edifício da Escola Politécnica, em Lisboa.

## Publicações
Manuel Valadares publicou, muitas vezes em colaboração com colegas ou alunos de doutoramento, mais de 70 artigos, a maioria focando assuntos relacionados com o seu trabalho de investigação em física atómica e física nuclear. Entre as suas publicações contam-se:
- Figures de distribution du dépôt actif sur les électrodes (with  S. Rosenblum), C. R. Acad. Sc. Paris, 192, (1931), 939.
- Sur la structure fine des rayons alpha du ThC (with S. Rosenblum), C. R Acad. Sc. Paris, 194 (1932), 967.
- Spectrographie, par diffraction cristalline, des rayons gamma et X de la famille du Radium, C. R. Acad. Sc Paris 197 (1933) 144
- Contribution & la spectrographie, par diffraction cristalline, du rayonnement gamma, Thèse, Paris. 1933; Annales de Physique, 2 (1934) 197
- Contributo allo studio degli spettri γ e X molli dei prodotti di disintegrazione del radon, Rend, R. Accad d'Italia, 2 (1940), 351; e Rend. Ist. Sanità Pub., 3 (1941), 953
- La loi photoélectrique d’Einstein et le phénomène de conversion interne, Portugal Phys. 1 (1943), 35
- Influence de latension d'excitation sur les satellites des raies L de l'or, (with F. Mendes), C. R. Acad. Sc. Paris, 227 (1948), 1088
- Structure fine du spectre magnétique alpha du thorium X (with S. Rosenblum, M. Perey and J. Vial), C. R. Acad. de. Paris, 229 (1949), 1009
- Structure fine du spectre magnétique alpha du plutonium 239 (with S. Rosenblum and B. Goldschmidt), C. R. Acad. Sc. Paris, 230 (1950) 638
- Sur l'influence du moment magnétique nucléaire sur la largeur des raies dans les spectres de rayons X (with M. Frilley and B. G. Gokhale), C. R. Acad. Sc. Paris 233 (1951) 1183
- Sur la largeur propre des raies d'électrons de conversion, J. de Phys. et Rad. 16 (I955), 542
- Sur l'existence de bandes satellites dans les spectres d'électrons de conversion interne (with R. J. Walen and Ch. Briançon), C. R. Acad. Sc. Paris, 263 (1966), 313
- Effets du recul alpha en conversion interne, Journal de Physique, 29 CI (1968), 103
- Internal conversion electrons: Energy shift and nuclear half-life in ionized atoms-multiple deep vacancy production through second order effects (with R. J. Walen and Ch. Briançon), International Conference on Inner Shell Ionization Phenomena, Atlanta, Georgia (1972), 1906.
- Absorção da radiação beta na passagem através lâminas, metálicas (contribuição para beta-terapia superficial), Arquivo de Patologia, 2 (1930), 238
- Colheita e preparação do radão (instalação e técnica), Arquivo de Patologia, 2, (1930), 247
- Mecanismo de emissão da radiação gama, Revista de Química Pura e Aplicada, 9 (1934), 3 “Madame Curie”, Técnica, n.º 64 (1935), 51, e Gazeta de Física 1. (1948) 272
- Transmutation des éléments par des particules accélérées artificiellement, Ed. Hermann et Cie, Paris (1935)
- Laboratório para o exame de obras de arte, Boletim dos Museus Nacionais de Arte Antiga, 1 (1939), 32
- Estudo comparativo, ao Raio X, da obra dos Cranach (with O. Trigo de Sousa), Boletim dos Museus Nacionais de Arte Antiga, 8 (1943), 187
- Elementos de Física Atómica, Sá da Costa Ed., Lisboa (1947)
- A importância da energia nuclear para o nosso país, Seara Nova, 1331-6 (1957), 77